# Nelson Oyarzún
Nelson Guillermo de Lourdes Oyarzún Arenas (Valparaiso, 21 marzo 1943 – Chillán, 10 settembre 1978) è stato un allenatore di calcio cileno.
Tra il 1971 e il 1974 si trasferì in Germania per formarsi come allenatore di calcio. Conseguite le certificazioni fece ritorno in patria, dove ha allenato il Lota Schwager, il Dep. Concepción, l'Universidad de Chile e la Ñublense. Nel 1978 gli venne diagnosticato un tumore che peggiorò rapidamente, portandolo alla morte mentre era alla guida della squadra di Chillán. Nonostante la breve carriera, è ricordato come un allenatore in grado di rivoluzionare il calcio cileno, grazie a quanto appreso in Europa.
Era soprannominato Consomé per via della sua abitudine di somministrare ai propri giocatori del brodo.
Il figlio Marcelo è stato preparatore atletico del Colo-Colo, mentre il nipote Diego Oyarzún è un calciatore professionista.
Gli è stato dedicato lo Stadio Nelson Oyarzún di Chillán. 